# 1996년 미국 대통령 선거
1996년 미국 대통령 선거(The United States presidential election of 1996)는 1996년 11월 5일에 실시된 미국의 대통령 및 부통령을 선출하기 위한 선거였다. 민주당에서는 당시 대통령이었던 빌 클린턴이 후보로 지명되었고, 공화당에서는 밥 돌이 후보로 지명되었다. 최종적으로 379명의 선거인단을 확보한 빌 클린턴이 당선되었다.

## 후보 지명 과정

### 공화당

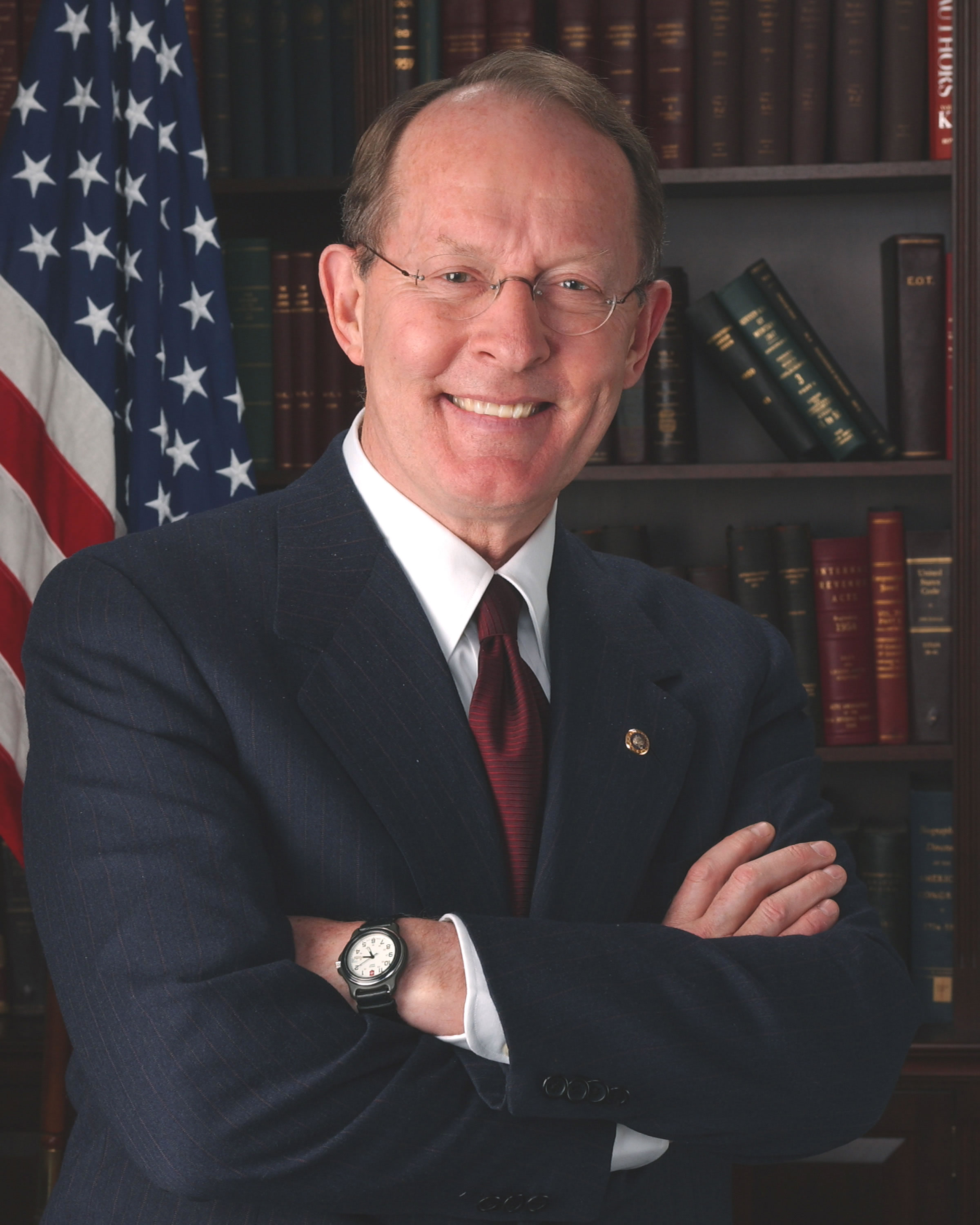
전 테네시주 주지사, 전 교육부 장관인 라마 알렉산더
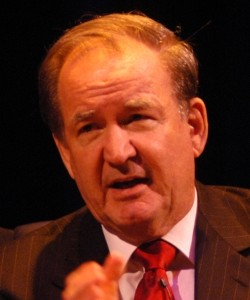
전 대통령 보좌관, 언론인인 팻 뷰캐넌
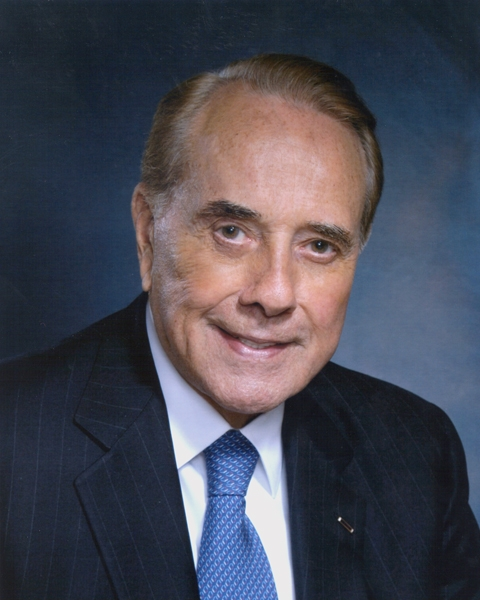
상원의장, 1976년 미국 대통령 선거 공화당 부통령 후보인 밥 돌
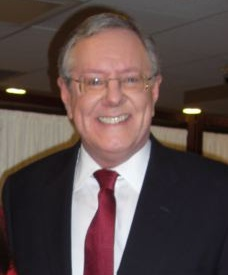
뉴욕의 사업가 스티브 포브스
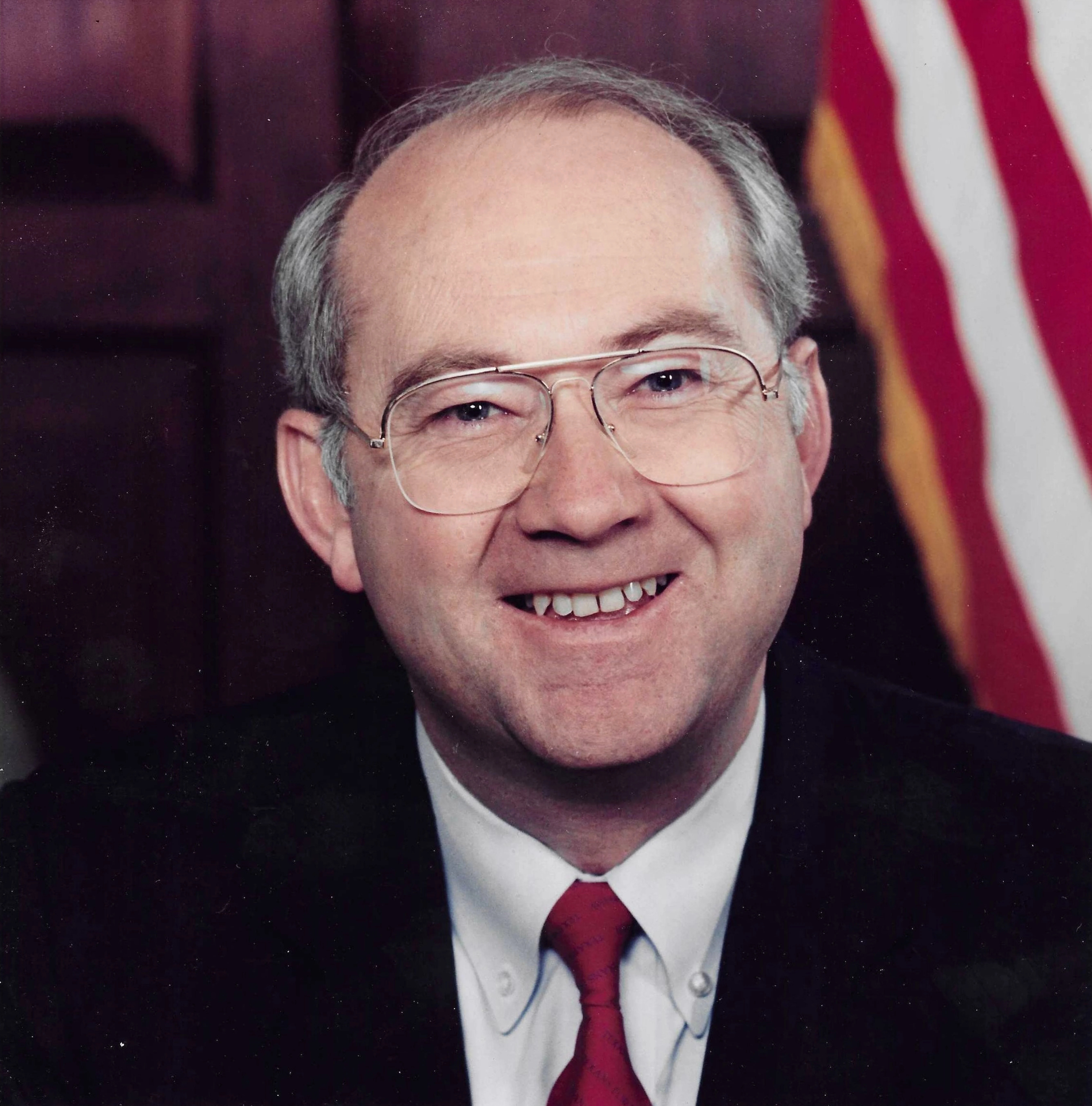
텍사스주 상원의원 필 그람
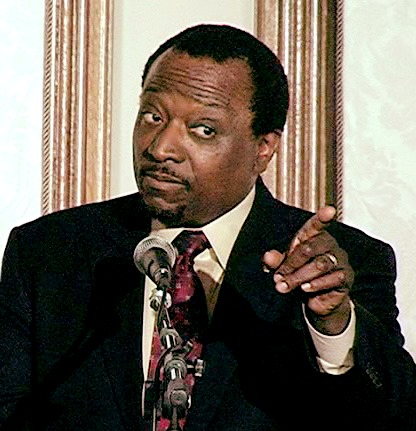
메릴랜드의 보수주의 운동가 앨런 키예스
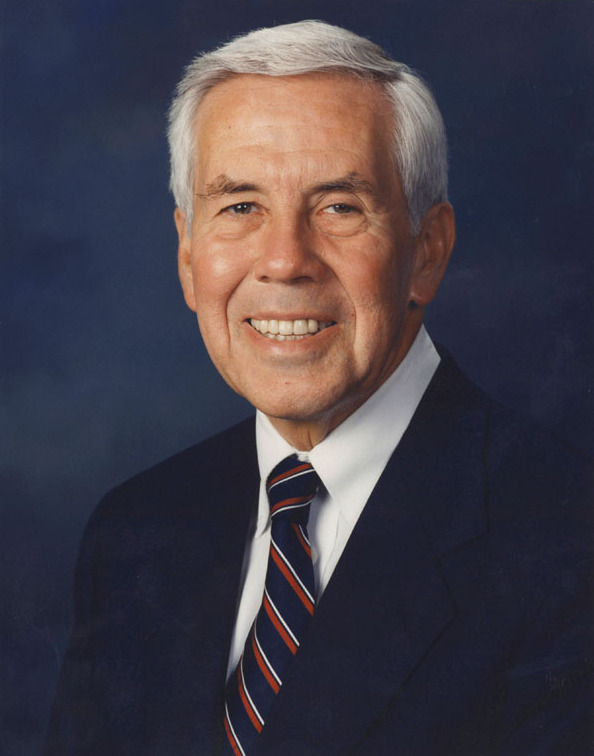
인디애나주 상원의원 리처드 루거
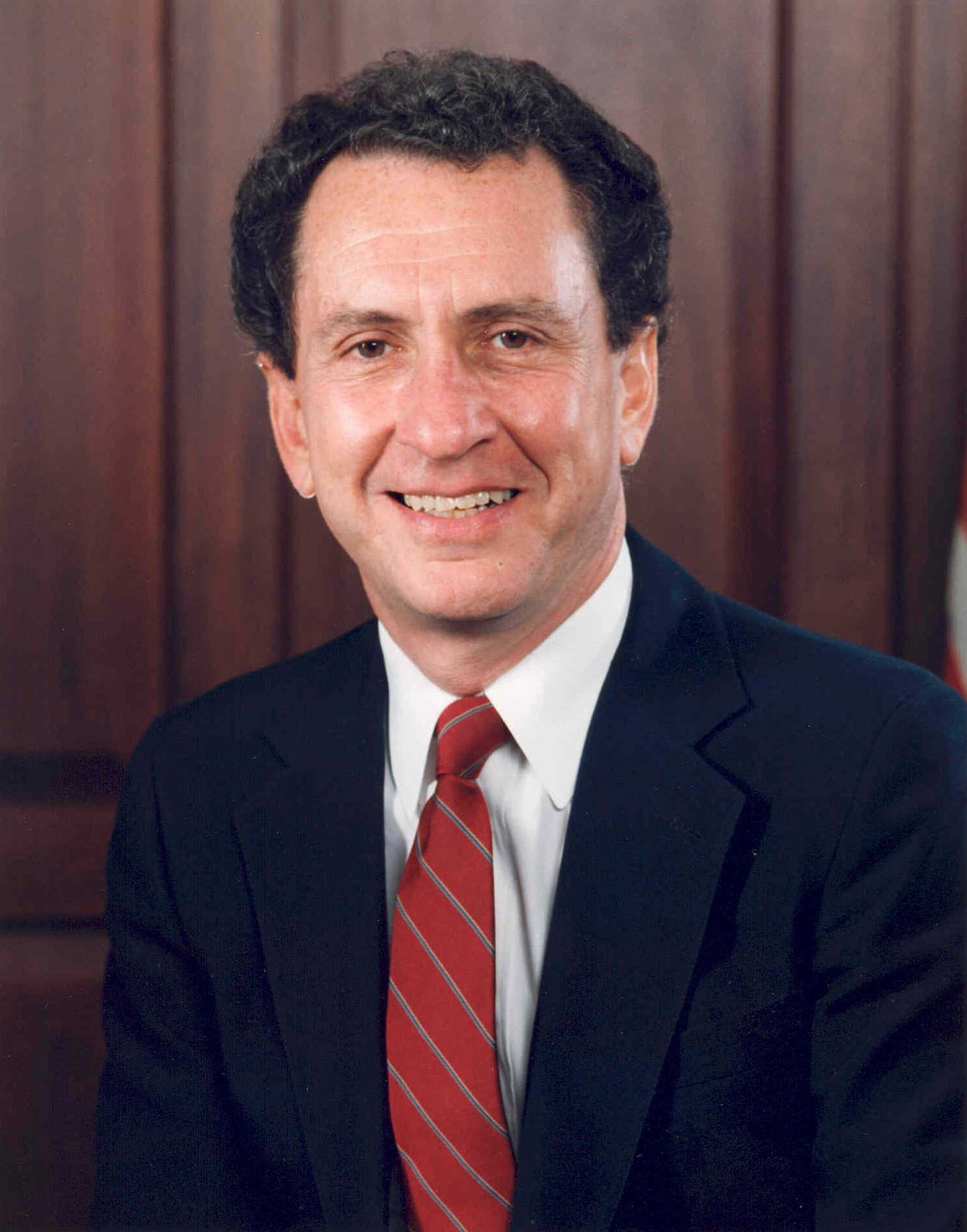
펜실베이니아주 상원의원 알렌 스펙터
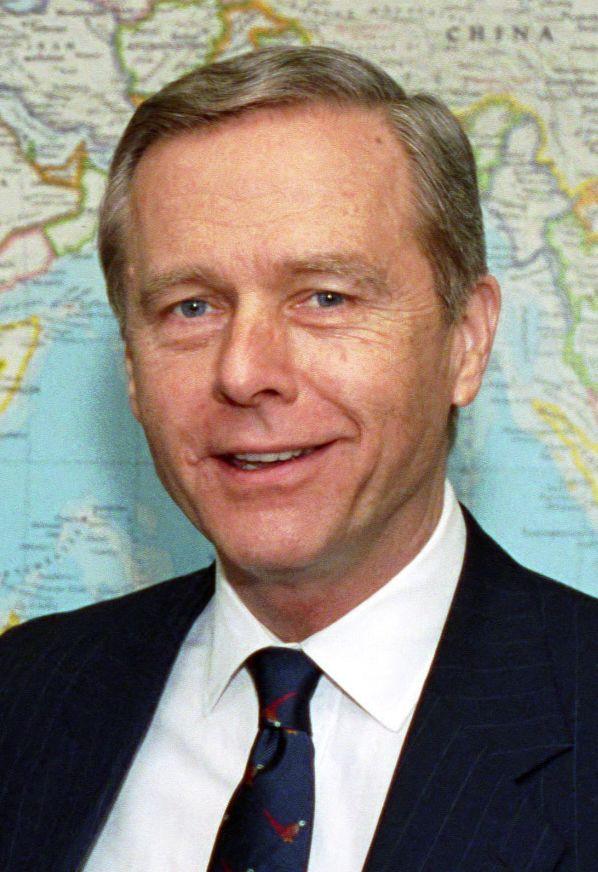
캘리포니아주 주지사, 전 상원의원 피트 윌슨

공화당에서는 여러 후보들이 경선에 출마하였다. 팻 뷰캐넌의 도전이 거세었으나 밥 돌이 여유롭게 승리하였다. 밥 돌은 1996년 8월 15일에 공식 후보로 지명되었다.

### 민주당

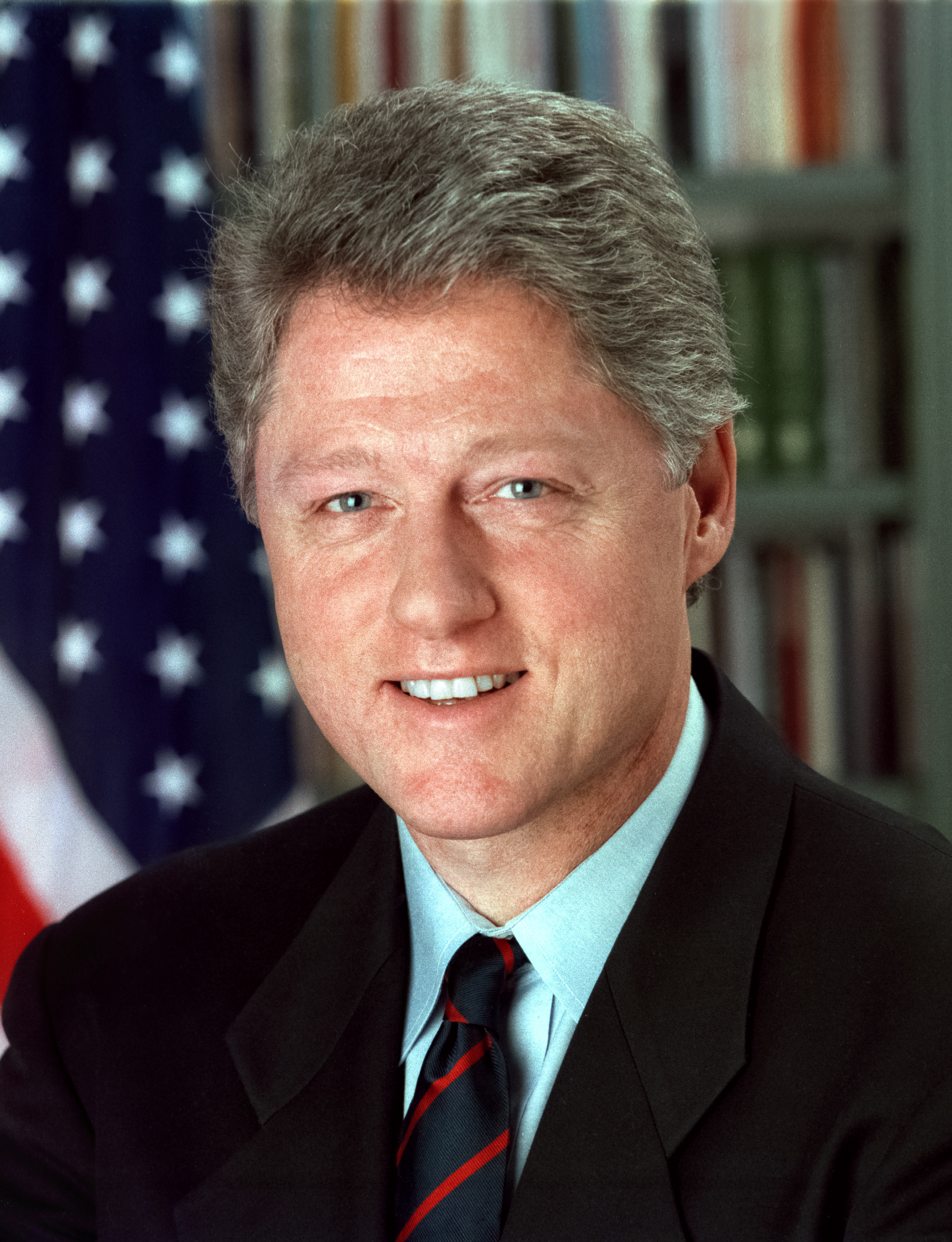
제42대 대통령 빌 클린턴

현직 대통령이라는 유리한 조건 때문에 클린턴은 경선과정에서 큰 도전을 받지 않았다. 클린턴은 1996년 8월 26일부터 8월 29일까지 열린 민주당 전당대회에서 러닝메이트인 앨 고어와 함께 후보로 확정되었다.

## 결과
| 대통령 후보   | 정당         | 근거지     | 전체유권자 | 전체유권자 | 선거인단 득표 | 러닝메이트    | 러닝메이트 근거지  |
| 대통령 후보   | 정당         | 근거지     | 득표수     | 지지율     | 선거인단 득표 | 러닝메이트    | 러닝메이트 근거지  |
| ------------- | ------------ | ---------- | ---------- | ---------- | ------------- | ------------- | ------------------ |
| 빌 클린턴     | 민주당       | 아칸소주   | 47,402,357 | 49.2%      | 379           | 앨 고어       | 테네시주           |
| 밥 돌         | 공화당       | 캔자스주   | 39,198,755 | 40.7%      | 159           | 잭 켐프       | 메릴랜드주         |
| 로스 페로     | 개혁당       | 텍사스주   | 8,085,402  | 8.4%       | 0             | 팻 초아테     | 콜럼비아 특별구    |
| 랠프 네이더   | 녹색당       | 코네티컷주 | 685,297    | 0.7%       | 0             | —(e)          |                    |
| 해리 브라운   | 자유주의자당 | 테네시주   | 485,798    | 0.5%       | 0             | 조 조겐슨     | 사우스캐롤라이나주 |
| 하워드 필립스 | 헌법당       | 버지니아주 | 184,820    | 0.2%       | 0             | 허버트 티투스 | 오리건주           |
| 존 해길린     | Natural Law  | 아이오와주 | 113,670    | 0.1%       | 0             | 마이클 톰킨스 |                    |
| 기타          | 기타         | 기타       | 121,534    | 0.1%       | –             | 기타          | 기타               |
| 계            | 계           | 계         | 96,277,634 | 100%       | 538           |               |                    |
| 당선 조건     | 당선 조건    | 당선 조건  | 당선 조건  | 당선 조건  | 270           |               |                    |

## 같이 보기
- 1996년 미국 상원의원 선거